# رفتارگرایی رادیکال
بسیاری از نویسنده‌های غیر رفتارگرا تلاش می‌کنند که موضع‌گیری خود را با بحثی که با انکار رفتار گراها آغاز می‌شود تقویت کنند. در حالی که آن‌ها رفتار گرایان را به غلط به تصویر می‌کشند یا به سادگی سهم آن‌ها را نادیده می‌گیرند. این انتقادها اغلب غلط و بی اساس هستند. بسیاری از منتقدان تصویر درستی از رفتار گرایان رادیکال ارائه نداده‌اند

با آنکه ۵۰ سال از مرگ رفتارگرایی می‌گذرد؛ این رویکرد همچنان سهم بزرگی در  فهم ما از رفتار و تغییرات آن دارد. رفتارگرایی رادیکال یک فلسفه علم است. و یک تصویر یکپارچه و پیوسته در نگاه به جهان پیرامون ما ارائه می‌دهد که در آن ارزش مشاهده به عنوان اولین داده مد نظر است.

همچنین این دیدگاه بر ۲ کاربست مرتبط از تحلیل آزمایشی رفتار یا مطالعات پایه‌ای رفتار، و ABA تأکید دارد، که بیانگر کاربرد رفتارگرایی در مشکلات اساسی اجتماعی است.

رفتار گرایی رادیکال با ۲ خصوصیت تعیین می‌گردد:
۱: نگاه یکپارچه به جهان. که توضیح مشابهی برای رفتار و روش‌های مشابه در جمع آوری اطلاعات، تحلیل و چارچوب مفهومی برای تمام مشکلاتی که از دید مسیر اصلی روان شناسی mainstream psychology جامانده است.۲:  نوعی علم که از مسیر اصلی روان‌شناسی جدا شده‌است.
در این رویکرد  اهمیت مشاهده و قانون بیش از تئوری است. در حالی که مسیر اصلی روان شناسی، مشتق شده از تئوری است. و گاهی از روش‌هایی به غیر از مشاهده برای جمع آوری اطلاعات استفاده می‌کند. و فرضیه‌ها را با آمار استنباطی مورد آزمایش قرار میدهد و از دیدهای فردی چشم پوشی می‌کند یا آن‌ها را کم اهمیت تلقی می‌کند.

زمانی که اسکینر رفتار گرایی را توصیف کرد؛ کار خود را با تعریف علم رفتار شروع کرد. بنابراین به دنبال لغت علم و رفتار بود. او بیان کرد که علم مجموعه‌ای از نگرش‌ها است که در آن قدرت،کنار گذاشته شده و حقایق همان طور که هستند پذیرفته می‌شوند، حتی اگر حقایق تلخی وجود داشته باشند.

دیگر ویژگی علم صداقت آن است. علم عمومی است و هر آن چیزی که نشان عدم صداقت باشد به سرعت توسط دیگران کنار می‌رود. همچنین علم در تحمل نادانی بردبار است. و تا زمانی که داده لازم موجود نباشد سؤال بدون پاسخ باقی می‌ماند. از دیگر ویژگی علم، نظم و سادگی آن است. مشاهدات فردی تکرار شونده هستند، مشاهداتی که حاوی اطلاعات نیستند کنار گذاشته شده، و اگر مشاهدات عمومیت بیشتری داشته باشند، می‌توان برای آن قانون علمی قائل شد. قانون علمی مهم‌ترین عنصر در این فرایند است. و به دنبال آن علم نظام مند و فورمول بندی شده و کاربست‌ها را اصلاح می‌کند. یک عنصر مهم این قوانین توانایی پیش‌بینی و کنترل پدیده‌ها در مطالعه است (مثال قوانین نیوتن).